# Fontaines-en-Sologne
Fontaines-en-Sologne település Franciaországban, Loir-et-Cher megyében. Lakosainak száma 659 fő (2022. január 1.). Fontaines-en-Sologne Bauzy, Cheverny, Cour-Cheverny, Courmemin, Mur-de-Sologne, Soings-en-Sologne, Tour-en-Sologne és Le Controis-en-Sologne községekkel határos.

## Népesség
A település népességének változása:
| Lakosok száma | 781  | 568  | 520  | 566  | 637  | 630  | 633  | 640  | 648  | 659  |
|               | 1968 | 1982 | 1990 | 2006 | 2013 | 2015 | 2017 | 2019 | 2020 | 2022 |